# FIBA World Cup MVP
Il FIBA World Cup MVP è il riconoscimento che la FIBA conferisce a ogni edizione degli campionati mondiali maschili al miglior giocatore del torneo.

## Vincitori

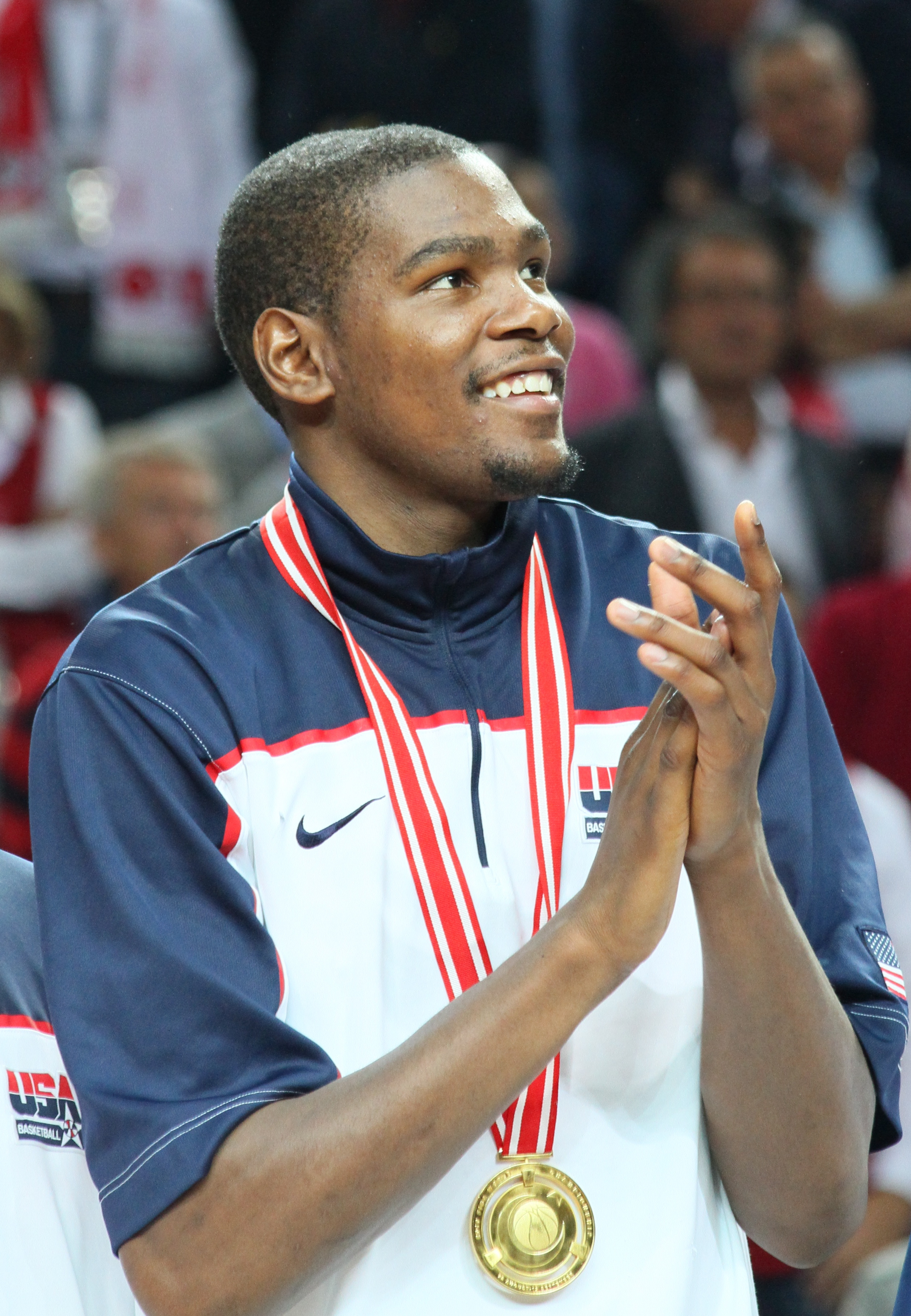
Kevin Durant, MVP dell'edizione del 2010

| Edizione | Nazionalità      | Nome             |
| -------- | ---------------- | ---------------- |
| 1950     | Argentina        | Óscar Furlong    |
| 1954     | Stati Uniti      | Kirby Minter     |
| 1959     | Brasile          | Amaury           |
| 1963     | Brasile          | Wlamir           |
| 1967     | Jugoslavia       | Ivo Daneu        |
| 1970     | Unione Sovietica | Sergej Belov     |
| 1974     | Jugoslavia       | Dragan Kićanović |
| 1978     | Jugoslavia       | Dražen Dalipagić |
| 1982     | Panama           | Rolando Frazer   |
| 1986     | Jugoslavia       | Dražen Petrović  |
| 1990     | Jugoslavia       | Toni Kukoč       |
| 1994     | Stati Uniti      | Shaquille O'Neal |
| 1998     | Jugoslavia       | Dejan Bodiroga   |
| 2002     | Germania         | Dirk Nowitzki    |
| 2006     | Spagna           | Pau Gasol        |
| 2010     | Stati Uniti      | Kevin Durant     |
| 2014     | Stati Uniti      | Kyrie Irving     |
| 2019     | Spagna           | Ricky Rubio      |
| 2023     | Germania         | Dennis Schröder  |